# هرموله
هرموله هو مركزٌ سعوديٌ تابعٌ لمحافظة ضرية التابعة لمنطقة القصيم، في المملكة العربية السعودية. المركز من الفئة (ب)، ورمزه 1879 حسب دليل الترميز الموحد للمناطق الإدارية بالمملكة العربية السعودية.